# ایسامو نوگوچی
ایسامو نوگوچی (به انگلیسی: Isamu Noguchi)؛ (زاده ۱۷ نوامبر ۱۹۰۴ – درگذشته۳۰ دسامبر ۱۹۸۸) مجسمه‌ساز اهل آمریکا بود.

## نگارخانه

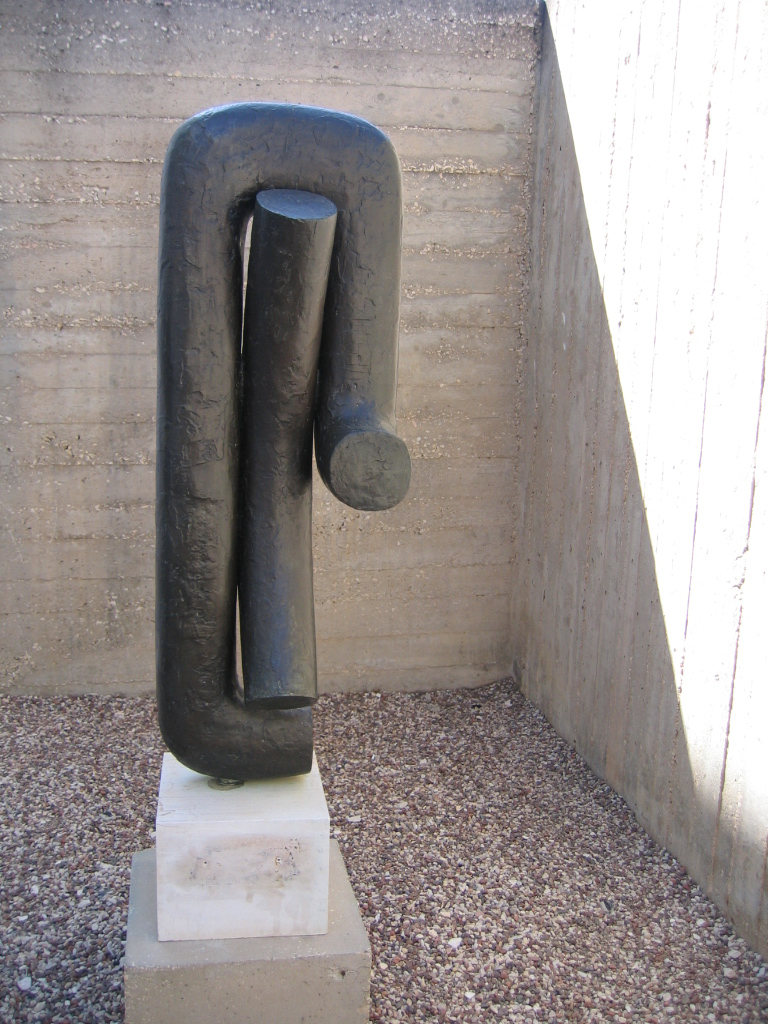
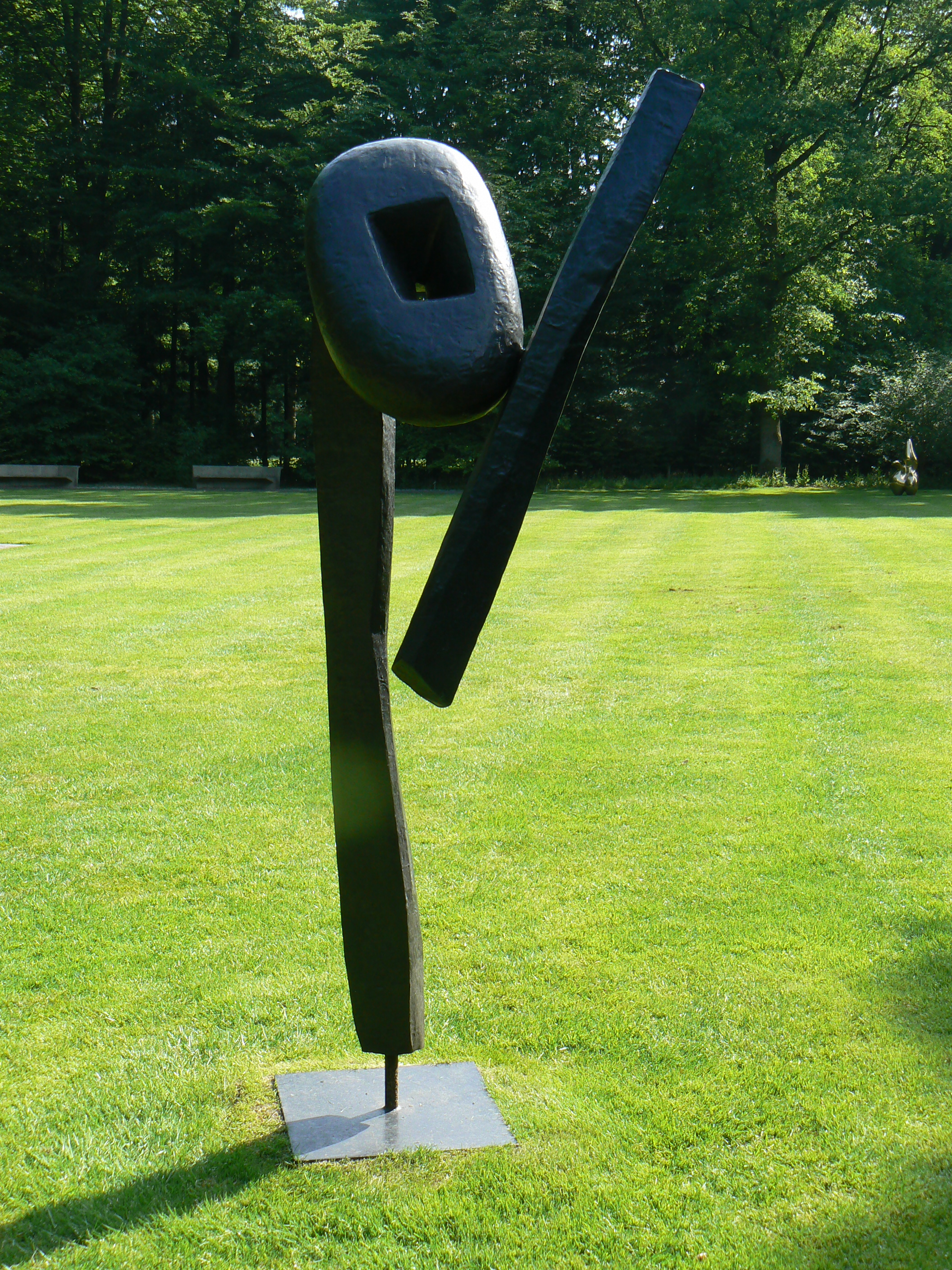